# Latif Blessing
Latif Atta Blessing (Accra, 30 dicembre 1996) è un calciatore ghanese, di ruolo centrocampista, svincolato.

## Carriera

### Club

#### Sporting Kansas City
Nel 2017 passa allo Sporting Kansas City. Il 13 maggio segna la prima rete in Major League Soccer, nel match contro l'Orlando City terminato per 2-2. Colleziona complessivamente 32 presenze e sei reti in tutte le competizioni.

#### Los Angeles FC
Il 12 dicembre viene selezionato dal Los Angeles FC. Esordisce con i californiani il 4 marzo 2018 partendo da titolare alla prima di campionato contro il Seattle Sounders. Alla seconda giornata di MLS, arriva la prima rete con il club losangelino; marca la rete del momentaneo 1 a 2 per Los Angeles, match poi vinto contro il Real Salt Lake 1 a 5. Conclude la prima stagione con il nuovo club collezionando 34 presenze e sette reti a referto. Nella stagione successiva arriva il primo titolo, difatti la squadra conquista il primo MLS Supporters' Shield e il laterale ghanese disputa 39 partite e segna sei reti. Termina la carriera con il club californiano agli inizi del 2023 dopo 167 partite e 18 reti.

#### 2023: New England Revolution e Toronto
Il 3 gennaio 2023 passa al N.E. Revolution. Il 14 luglio, dopo sole 16 presenze e zero reti, viene ceduto al Toronto FC.

### Nazionale
Viene incluso nella per-lista per la partecipazione alla Coppa delle Nazioni Africane ma non supera il taglio successivo, mancando così la convocazione.

## Statistiche

### Presenze e reti nei club
Statistiche aggiornate al 14 luglio 2023.
| Stagione        | Squadra              | Campionato      | Campionato | Campionato | Coppe nazionali | Coppe nazionali | Coppe nazionali | Coppe continentali | Coppe continentali | Coppe continentali | Altre coppe | Altre coppe | Altre coppe | Totale | Totale |
| Stagione        | Squadra              | Comp            | Pres       | Reti       | Comp            | Pres            | Reti            | Comp               | Pres               | Reti               | Comp        | Pres        | Reti        | Pres   | Reti   |
| --------------- | -------------------- | --------------- | ---------- | ---------- | --------------- | --------------- | --------------- | ------------------ | ------------------ | ------------------ | ----------- | ----------- | ----------- | ------ | ------ |
| 2017            | Sporting Kansas City | MLS             | 25+1       | 3          | USOC            | 5               | 3               |                    | -                  | -                  |             | -           | -           | 31     | 6      |
| 2018            | Los Angeles FC       | MLS             | 30+1       | 5          | USOC            | 4               | 2               |                    | -                  | -                  |             | -           | -           | 35     | 7      |
| 2019            | Los Angeles FC       | MLS             | 36         | 6          | USOC            | 3               | 0               |                    | -                  | -                  |             | -           | -           | 39     | 6      |
| 2020            | Los Angeles FC       | MLS             | 23+1       | 2          |                 | -               | -               | CCL                | 5                  | 1                  |             | -           | -           | 29     | 3      |
| 2021            | Los Angeles FC       | MLS             | 30         | 2          |                 | -               | -               |                    | -                  | -                  |             | -           | -           | 30     | 2      |
| 2022            | Los Angeles FC       | MLS             | 30         | 0          | USOC            | 3               | 0               |                    | -                  | -                  | LC          | 1           | 0           | 34     | 0      |
| Totale LAFC     | Totale LAFC          | Totale LAFC     | 151        | 15         |                 | 10              | 2               |                    | 5                  | 1                  |             | 1           | 0           | 167    | 18     |
| feb.-lug. 2023  | N.E. Revolution      | MLS             | 15         | 0          | USOC            | 1               | -               |                    | -                  | -                  |             | -           | -           | 16     | 0      |
| lug.-dic. 2023  | Toronto FC           | MLS             | -          | -          | CC              | -               | -               |                    | -                  | -                  | LC          | -           | -           | -      | -      |
| Totale carriera | Totale carriera      | Totale carriera | 192        | 18         |                 | 16              | 5               |                    | 5                  | 1                  |             | 1           | 0           | 214    | 24     |

## Palmarès

### Club

#### Competizioni nazionali
- U.S. Open Cup: 1

Sporting Kansas City: 2017
- MLS Supporters' Shield: 2

Los Angeles FC: 2019, 2022
- Campionato MLS: 1

Los Angeles FC: 2022

### Individuale
- Capocannoniere del campionato ghanese: 1

2016 (14 reti)